# NGC 7020
NGC 7020是一個棒狀透鏡狀星系，位於孔雀座，距離地球約1億4千萬光年。天文學家約翰·赫歇爾發現於1836年8月31日發現NGC 7020。 

## 性質
NGC 7020有一個巨大外環，圍繞著內側明亮的六邊形區域，該區域包含一個內環，可能還有一條棒旋。外環與星系內測的六邊形區域完全分離，特徵為無數絮狀螺旋。外還的估計直徑為110,000光年 (33.6 kpc)。該環比星系的其他部分更加多節且更偏藍色，顯示星系最近發生恆星形成的位置。
該星系似乎不含電離氣體，這對於早期型星系來說相當普遍。

## 外部連結
- WikiSky上关于NGC 7020的内容：DSS2, SDSS, GALEX, IRAS, 氢α, X射线, 天文照片, 天图, 文章和图片